# UTC+12:45
UTC+12:45 е часово отместване използвано като стандартно време в:
- Нова Зеландия
  - Чатамски острови